# Владислав Бугера
Владислав Бугера (рус. Владислав Евгеньевич Бугера; Уфа, 24. јануар 1971) руски је филозоф и економист; украјински и руски лево политички публицист и активиста, антифашиста и револуционар-антинационалист; доктор филозофских наука (2006).

## Интервјуи
- Байков Э. А. «Великий блеф XX века?» Архивирано на веб-сајту  (4. март 2016) // «Истоки». — № 32 (488). — 9.08.2006. — pp. 11. (копия) (на англ. яз., под заголовком THE GREAT BLUFF)
- Моргунова, Елена «Любовь по вертикали» умеет ли коллективный разум поправить власть? // «Поиск» — газета научного сообщества, № 4 (974), 25 января 2008 г. (копия Архивирано на веб-сајту  (4. март 2016)) (на англ. яз., под заголовком THE RARITY OF LOVE)
- Фьюче, Дмитрий Встреча с Владиславом Бугерой // Nietzsche.ru, 22.02.2004
- Stephen Shenfield My inteview with Vladislav Bugera: from Stephen’s introduction // The Libertarian Communist. Issue 23, Summer 2013. — P. 20-23.